# حسن الثالث باشا
حسن الثالث باشا داي حكم إيالة الجزائر من 1791 إلى 1798 بمنصب داي، وهو معروف بأسماء عدة مثل حسن باشا وبابا حسن باشا وداي حسن. كان قبل تعيينه بمنصب الداي يحتل منصب وكيل الخارج من 1776 ثم منصب الخزنجي (رئيس الوزراء وأمين الصندوق) من 1789 إبان حكم الداي محمد بن عثمان الذي كان ابن أخته والابن المتبنى.

## العمل الوزاري
عين محمد بن عثمان سيدي حسن في منصبه الرفيع حارسًا لمنزله. خلال تولي محمد بن عثمان منصب الداي، أصبح الخزندار (أمين الصندوق الخاص) ثم عين وكيلًا للخارج (الوزير المسؤول عن الدبلوماسية والبحرية). ساهم سيدي حسن بصفته وكيلًا للخارج عام 1776 في التقارب الدبلوماسي مع تاج إسبانيا. في عام 1789، تم تسميته خزناجي الداي، واكتسب قصر دار خداوج العمياء.

## داي الجزائر
خلف الداي محمد بن عثمان بعد وفاة الأخير يوم 12 يوليو 1791 ثم أطلق عليه اسم داي حسن أو حسن باشا . استطاع استرجاع وهران ومرس الكبير من الأسبان. ومنح باي الغرب محمد الكبير لقب باي وهران (بدلًا من باي معسكر) وأعطاه واحدة من أعلى أوسمة الدولة، شارة القلم. قام ببناء قصر دار حسن باشا عام 1791 وقام بأعمال إعادة تطوير كبيرة على مستوى مسجد كتشاوة عام 1794. توفي بالغرغرينا عام 1798.

### مواضيع ذات صلة
- داي الجزائر
- الجزائر في عهد الأتراك (1514-1830)
- تاريخ الجزائر
- تاريخ ولاية الجزائر
- تاريخ الجزائر القديم والحديث
- قائمة حكام الجزائر